# Kríni (ort i Grekland, Mellersta Makedonien)
Kríni (Krini) är en ort i Grekland.   Den ligger i prefekturen Chalkidike och regionen Mellersta Makedonien, i den nordöstra delen av landet, 270 km norr om huvudstaden Aten. Kríni ligger 291 meter över havet och antalet invånare är 450.
Terrängen runt Kríni är kuperad åt nordost, men åt sydväst är den platt. Runt Kríni är det ganska tätbefolkat, med 62 invånare per kvadratkilometer. Närmaste större samhälle är Vasiliká, 9,4 km norr om Kríni. Trakten runt Kríni består till största delen av jordbruksmark.